# Rudninkų Giria
Rudninkų Giria är en skog i Litauen. Den ligger i den sydöstra delen av landet, 40 km söder om huvudstaden Vilnius.